# Big Brother (México)
Big Brother México fue un reality show mexicano basado en el programa original Big Brother creado por el empresario holandés John de Mol. La versión mexicana surgió tras la asociación en 2001 de la productora internacional Endemol y la cadena Televisa, esta última también encargada de las transmisiones del programa a partir del 3 de marzo de 2002. Previo a la realización de la versión mexicana este programa se había emitido en más de 20 países, donde resultó ampliamente aceptado por la audiencia.
El programa consistía en seleccionar 15 concursantes de ambos sexos que se mantendrían aislados del mundo exterior por 106 días y serían vigilados las 24 horas del día por distintas cámaras de televisión. La intención, según sus productores, era mostrar «el comportamiento humano en condiciones extremas de aislamiento y convivencia». Cada semana el público eliminaba a un concursante y al final decidía quien era el ganador.

## Historia
El programa original de Big Brother fue creado en los Países Bajos en 1999 por John de Mol y la productora Endemol, se le nombró así por un personaje de la novela 1984, escrita por George Orwell. La primera emisión fue el 16 de septiembre de ese año. Después de esta primera versión, fue transmitido en más de 20 países y captó grandes niveles de audiencia. A México llegó gracias a la sociedad formada por la productora internacional Endemol y la cadena Televisa en 2001. Televisa fue también la encargada de las transmisiones del programa que iniciaron en 2002.
El formato del programa consistía en seleccionar 12 concursantes mediante una convocatoria y un casting, de los cuales la mitad eran hombres y la mitad mujeres. Los concursantes se mantendrían aislados por 106 días en el interior de una casa diseñada para tal efecto y serían vigilados las 24 horas del día por 40 cámaras de televisión y 60 micrófonos. La intención de este reality show, según sus productores, era mostrar «el comportamiento humano en condiciones extremas de aislamiento y convivencia». Antes del estreno, la idea de ser aislado y vigilado por una cámara causó fuertes controversias e incluso se la consideró como un reflejo de crueldad humana. Cada semana el público iba eliminando concursantes y al final decidía quien era el ganador, que como premio obtenía dinero en efectivo. Al final de la primera temporada continuaron con una edición especial llamada Big Brother VIP con celebridades mexicanas del espectáculo y de la política. El productor de la emisión fue Pedro Torres de Endemol México y la dirección de la primera serie del programa estuvo a cargo del guionista Fernando Zamora.
A lo largo de sus distintas versiones, Big Brother contó con diferentes presentadores. Las dos primeras ediciones, de marzo a junio de 2002 y de marzo a junio de 2003, estuvieron a cargo de la periodista Adela Micha. La edición de 2005, fue presentada por la actriz Verónica Castro. Por su parte, la versión denominada Big Brother VIP en su primera edición de 2002 fue presentada por Víctor Trujillo; mientras que la edición de 2003, las dos de 2004 y la de 2005 fueron también presentadas por Verónica Castro.
El diputado federal Jorge Kahwagi participó en la tercera edición de Big Brother VIP y causó polémica por solicitar una licencia al Congreso por tiempo indefinido, mientras que su partido político (el Verde Ecologista de México) se deslindó de toda responsabilidad.

## Temporadas
Big Brother tuvo 4 temporadas, mientras que Big Brother VIP tuvo 5, de las cuales, la tercera temporada tuvo dos partes.

### Big Brother
| Edición | Versión                  | Habitantes | Duración | Estreno                  | Final                   | Presentador     | Ganador (a)                |
| ------- | ------------------------ | ---------- | -------- | ------------------------ | ----------------------- | --------------- | -------------------------- |
| 1       | Big Brother              | 12         | 106 días | 3 de marzo de 2002       | 16 de junio de 2002     | Adela Micha     | Rocío Cárdenas "La Chío"   |
| 2       | Big Brother: El Complot" | 15         | 120 días | 2 de marzo de 2003       | 29 de junio de 2003     | Adela Micha     | Silvia Irabien "La Chiva"  |
| 3       | Big Brother 3R           | 19         | 60 días  | 27 de febrero de 2005    | 27 de abril de 2005     | Verónica Castro | Evelyn Nieto               |
| 4       | Big Brother PM           | 16         | 88 días  | 21 de septiembre de 2015 | 17 de diciembre de 2015 | Adela Micha     | Eduardo Miranda "El Chile" |

### Big Brother VIP
| Edición | Versión                        | Habitantes | Duración | Estreno                  | Final                   | Presentador de las galas de Nominación y Expulsión | Ganador (a)        |
| ------- | ------------------------------ | ---------- | -------- | ------------------------ | ----------------------- | -------------------------------------------------- | ------------------ |
| 1       | Big Brother VIP                | 11         | 29 días  | 30 de junio de 2002      | 28 de julio de 2002     | Víctor Trujillo                                    | Galilea Montijo    |
| 2       | Big Brother VIP 2              | 14         | 64 días  | 28 de septiembre de 2003 | 30 de noviembre de 2003 | Verónica Castro                                    | Omar Chaparro      |
| 3       | Big Brother VIP 3 (Capítulo 1) | 16         | 64 días  | 14 de marzo de 2004      | 16 de mayo de 2004      | Verónica Castro                                    | Eduardo Videgaray  |
| 3       | Big Brother VIP 3 (Capítulo 2) | 18         | 50 días  | 16 de mayo de 2004       | 4 de julio de 2004      | Verónica Castro                                    | Roxana Castellanos |
| 4       | Big Brother VIP 4              | 22         | 64 días  | 1 de mayo de 2005        | 3 de julio de 2005      | Verónica Castro                                    | Sasha Sokol        |

## Ganadores
En la primera edición lanzada en 2002 y denominada Big Brother: México, la ganadora fue la regiomontana Rocío Cárdenas, que después de participar en el concurso de dedicó a la actuación y la conducción televisiva. En la segunda, realizada en 2003 y denominada Big Brother: El complot, la ganadora resultó Silvia Irabien, conocida como La Chiva, quien después del concurso se convirtió en estrella mediática, además de explotar su imagen como sex symbol y posar semidesnuda en revistas para hombres. La tercera edición de 2005 y denominada Big Brother 3 o Big Brother 3R, la ganadora fue Evelyn Nieto, que como sus predecesoras se dedicó después al mundo del espectáculo. Después de varios años, el programa se emitió nuevamente en 2005 y Eduardo Miranda resultó ganador.
La versión del programa denominada Big Brother VIP, que reclutó como inquilinos de la casa a celebridades del espectáculo y la política, contó con cinco ediciones. En la primera edición, realizada en 2002,  la ganadora fue la actriz y conductora Galilea Montijo; en la segunda edición de 2003, el ganador resultó el comediante, cantante, actor y presentador Omar Chaparro; en la tercera edición de 2004, conformada de dos Capítulos, el primero lo ganó Eduardo Videgaray y el segundo la comediante Roxana Castellanos; finalmente en la cuarta edición de 2005, la ganadora resultó la cantante Sasha Sökol.

## Crítica
Televisa, calificó a Big Brother como: «el evento televisivo que cambió
la forma de ver la televisión en México», y reportó que fue uno de sus programas de mayor audiencia, y que la primera edición fue catalogada entre los 20 programas que más audiencia tuvieron a nivel nacional. De acuerdo con Álvaro Cueva, especialista en Medios mexicano, Big Brother puede ser considerado como «uno de los fenómenos más importantes de la historia reciente de la televisión mundial».
Por otro lado también ha recibido críticas negativas, según la revista Día Siete, la televisión
mexicana cambió durante los últimos tiempos motivada por los intereses económicos, lo que redunda en una pérdida de la calidad, llevando «la estructura de sus programas, hacia el exhibicionismo popular». Agrega que «las mismas estrellas se han expuesto a ventilar sus alegrías, frustraciones y vergüenzas en programas como Big Brother». Javier Esteinou Madrid, catedrático de la Universidad Autónoma Metropolitana, afirma en un artículo publicado en la revista Reencuentro, que Big Brother pertenece a un modelo de «televisión intrusiva» y que «plantea que la vida privada ya no debe existir», que todo está permitido «con tal de producir rating y comercializar productos».

## Big Brother Vip

### Primera edición
La primera edición de Big Brother VIP comenzó el 30 de junio de 2002 por el Canal de las Estrellas y fue presentado por Víctor Trujillo, transmitiéndose los domingos por dicho canal y los miércoles por Canal 5*, así como los relatos. Originalmente Big Brother VIP duraría 22 días, pero debido a los altos índices de audiencia, Víctor Trujillo en uno de los enlaces a la casa, cuestionó a los participantes si deseaban mantenerse en la casa una semana más, a lo que los participantes aceptaron sin dudarlo. Esto benefició a Televisa y a Endemol, no solo alargando el concepto una semana más, sino además continuar con la preparación del nuevo proyecto a estrenarse (Operación Triunfo).
La final se celebró el domingo 28 de julio de 2002 por el Canal de las Estrellas. La actriz y presentadora Galilea Montijo recibió el 66.43% de las llamadas, convirtiéndose en la ganadora del reality.
Esta temporada ha sido hasta el momento la de menor duración.
Relatos transmitidos los lunes, martes, jueves y viernes; y los miércoles de Nominación por Canal 5. Los domingos de Expulsión por el Canal de las Estrellas.

#### Concursantes
| N.º | Concursante       | Edad | Residencia                  | Ocupación                 | Resultado    |
| --- | ----------------- | ---- | --------------------------- | ------------------------- | ------------ |
| 1   | Galilea Montijo   | 29   | Guadalajara, Jalisco        | Actriz y presentadora     | Ganadora     |
| 2   | Facundo           | 24   | Ciudad de México            | Presentador de televisión | 2° Lugar     |
| 3   | Arath de la Torre | 27   | Cancún, Quintana Roo        | Comediante y actor        | 3° Lugar     |
| 4   | Alejandro Ibarra  | 29   | Ciudad de México            | Actor y cantante          | 8° Expulsado |
| 5   | Arleth Terán      | 25   | Ciudad Victoria, Tamaulipas | Actriz                    | 7° Expulsada |
| 6   | Alan              | 30   | Ciudad de México            | Cantante y actor          | 6° Expulsado |
| 7   | Lorena Herrera    | 35   | Mazatlán, Sinaloa           | Actriz                    | 5° Expulsada |
| 8   | Laisha Wilkins    | 26   | Ciudad de México            | Actriz                    | 4° Expulsada |
| 9   | Nailea Norvind    | 32   | Ciudad de México            | Actriz                    | 3° Expulsada |
| 10  | Víctor Noriega    | 30   | Ciudad de México            | Actor                     | 2° Expulsado |
| 11  | Luis Gatica       | 41   | Ciudad de México            | Actor                     | 1° Expulsado |

#### Estadísticas semanales
| N.º        | Concursante | Día 1      | Día 4              | Día 8              | Día 11               | Día 15               | Día 18              | Día 22              | Día 26                 | FINAL            | FINAL            |  |
| ---------- | ----------- | ---------- | ------------------ | ------------------ | -------------------- | -------------------- | ------------------- | ------------------- | ---------------------- | ---------------- | ---------------- |  |
| 1          | Galilea     | Entra      | Salvada            | Exenta             | Salvada              | Exenta               | Salvada             | Salvada             | Finalista              | Finalista        | Ganadora         |  |
| 2          | Facundo     | Entra      | Salvado            | Exento             | Salvado              | Exento               | Nominado            | Salvado             | Finalista              | Finalista        | 2° Lugar         |  |
| 3          | Arath       | Entra      | Salvado            | Exento             | Salvado              | Exento               | Salvado             | Nominado            | Finalista              | 3° Lugar         |                  |  |
| 4          | Alejandro   | Entra      | Salvado            | Exento             | Salvado              | Exento               | Salvado             | Nominado            | Expulsado              |                  |                  |  |
| 5          | Arleth      | Entra      | Salvada            | Exenta             | Salvada              | Exenta               | Salvada             | Nominada            | Expulsada              |                  |                  |  |
| 6          | Alan        | Entra      | Salvado            | Exento             | Salvado              | Exento               | Nominado            | Expulsado           |                        |                  |                  |  |
| 7          | Lorena      | Entra      | Salvada            | Exenta             | Nominada             | Salvada              | Nominada            | Expulsada           |                        |                  |                  |  |
| 8          | Laisha      | Entra      | Salvada            | Exenta             | Nominada             | Expulsada            |                     |                     |                        |                  |                  |  |
| 9          | Nailea      | Entra      | Nominada           | Salvada            | Nominada             | Expulsada            |                     |                     |                        |                  |                  |  |
| 10         | Víctor      | Entra      | Nominado           | Expulsado          |                      |                      |                     |                     |                        |                  |                  |  |
| 11         | Luis        | Entra      | Nominado           | Expulsado          |                      |                      |                     |                     |                        |                  |                  |  |
| Nominados  | Nominados   | Nominados  | Luis Nailea Víctor | Luis Nailea Víctor | Laisha Lorena Nailea | Laisha Lorena Nailea | Alan Facundo Lorena | Alan Facundo Lorena | Arath Alejandro Arleth |                  |                  |  |
| Expulsados | Expulsados  | Expulsados | Luis Víctor        | Luis Víctor        | Nailea Laisha        | Nailea Laisha        | Lorena Alan         | Lorena Alan         | Arleth Alejandro       |                  |                  |  |
| Resultados | Resultados  | Resultados | Nailea (61.76%)    | Nailea (61.76%)    | Lorena (50.55%)      | Lorena (50.55%)      | Facundo (54.20%)    | Facundo (54.20%)    | Arath (66.05%)         | Galilea (66.43%) | Galilea (66.43%) |  |
| Resultados | Resultados  | Resultados | Víctor (20.32%)    | Víctor (20.32%)    | Laisha (27.84%)      | Laisha (27.84%)      | Lorena (28.13%)     | Lorena (28.13%)     | Alejandro (24.72%)     | Facundo (25.38%) | Facundo (25.38%) |  |
| Resultados | Resultados  | Resultados | Luis (17.92%)      | Luis (17.92%)      | Nailea (21.61%)      | Nailea (21.61%)      | Alan (17.70%)       | Alan (17.70%)       | Arleth (9.23%)         | Arath (8.19%)    | Arath (8.19%)    |  |

### Segunda edición
Debido al éxito de la primera edición VIP, así como la segunda edición denominado El Complot, Big Brother VIP 2 se estrenó el 28 de septiembre de 2003 por el Canal de las Estrellas bajo la conducción en esta ocasión de Verónica Castro. Esta temporada contó con 14 celebridades que convivirán durante 63 días. 
Finalizó el 30 de noviembre de 2003 y el ganador resultó el actor y comediante Omar Chaparro con una amplia ventaja de 64.45% ante sus contrincantes Yolanda Andrade, Jorge "El Travieso" Arce y Adrián Uribe.

#### Concursantes
| N.º | Concursante              | Edad | Residencia                  | Ocupación                     | Resultado     |
| --- | ------------------------ | ---- | --------------------------- | ----------------------------- | ------------- |
| 1   | Omar Chaparro            | 29   | Chihuahua, Chihuahua        | Actor, comediante y conductor | Ganador       |
| 2   | Yolanda Andrade          | 31   | Culiacán, Sinaloa           | Actriz y conductora           | 2° Lugar      |
| 3   | Jorge "El Travieso" Arce | 24   | Los Mochis, Sinaloa         | Boxeador                      | 3° Lugar      |
| 4   | Adrián Uribe             | 31   | Ciudad de México            | Actor, comediante y conductor | 4° Lugar      |
| 5   | Yordi Rosado             | 31   | Ciudad de México            | Conductor                     | 10° Expulsado |
| 6   | Karla Álvarez (+)        | 31   | Ciudad de México            | Actriz                        | 9° Expulsada  |
| 7   | Vica Andrade             | 31   | San José, Costa Rica        | Conductora de televisión      | 9° Expulsada  |
| 8   | Roberto Palazuelos       | 35   | Acapulco, Guerrero          | Actor y empresario            | 7° Expulsado  |
| 9   | Jorge Van Rankin         | 40   | Ecatepec, Estado de México  | Locutor y conductor           | 6° Expulsado  |
| 10  | Gabriela Platas          | 29   | Naucalpan, Estado de México | Actriz                        | 5° Expulsada  |
| 11  | Michelle Vieth           | 23   | Acapulco, Guerrero          | Actriz                        | 4° Expulsada  |
| 12  | José Luis Reséndez       | 24   | Monterrey, Nuevo León       | Actor y modelo                | 3° Expulsado  |
| 13  | Isabel Madow             | 28   | Ciudad de México            | Cantante y modelo             | 2° Expulsada  |
| 14  | Marintia Escobedo        | 42   | Ciudad de México            | Periodista y conductora       | 1° Expulsada  |

#### Estadísticas semanales
| N.º | Concursante | Día 1 | Día 4    | Día 8     | Día 11   | Día 15    | Día 18   | Día 22    | Día 25   | Día 29    | Día 32   | Día 36    | Día 39   | Día 43    | Día 46   | Día 50    | Día 53    | Día 57    | Día 60    | Final     |
| --- | ----------- | ----- | -------- | --------- | -------- | --------- | -------- | --------- | -------- | --------- | -------- | --------- | -------- | --------- | -------- | --------- | --------- | --------- | --------- | --------- |
| 1   | Omar        | Entra | Salvado  | Exento    | Salvado  | Exento    | Salvado  | Exento    | Salvado  | Exento    | Salvado  | Exento    | Salvado  | Exento    | Nominado | Nominado  | Nominado  | Finalista | Finalista | Ganador   |
| 2   | Yolanda     | Entra | Salvada  | Exenta    | Salvada  | Exenta    | Salvada  | Exenta    | Salvada  | Exenta    | Salvada  | Exenta    | Salvada  | Exenta    | Nominada | Salvada   | Salvada   | Finalista | Finalista | 2° Lugar  |
| 3   | Travieso    | Entra | Salvado  | Exento    | Nominado | Salvado   | Nominado | Salvado   | Salvado  | Exento    | Nominado | Salvado   | Salvado  | Exento    | Salvado  | Salvado   | Salvado   | Nominado  | Finalista | 3.erLugar |
| 4   | Adrián      | Entra | Salvado  | Exento    | Inmune   | Exento    | Salvado  | Exento    | Salvado  | Exento    | Salvado  | Exento    | Nominado | Salvado   | Salvado  | Nominado  | Nominado  | Nominado  | Finalista | 4° Lugar  |
| 5   | Yordi       | Entra | Salvado  | Exento    | Salvado  | Exento    | Salvado  | Exento    | Salvado  | Exento    | Salvado  | Exento    | Nominado | Salvado   | Salvado  | Salvado   | Salvado   | Nominado  | Expulsado |           |
| 6   | Karla       | Entra | Salvada  | Exenta    | Salvada  | Exenta    | Salvada  | Exenta    | Salvada  | Exenta    | Salvada  | Exenta    | Nominada | Salvada   | Salvada  | Nominada  | Nominada  | Expulsada |           |           |
| 7   | Vica        | Entra | Salvada  | Exenta    | Salvada  | Exenta    | Salvada  | Exenta    | Nominada | Salvada   | Salvada  | Exenta    | Salvada  | Exenta    | Salvada  | Nominada  | Expulsada |           |           |           |
| 8   | Roberto     | Entra | Salvado  | Exento    | Salvado  | Exento    | Salvado  | Exento    | Salvado  | Exento    | Nominado | Salvado   | Salvado  | Exento    | Nominado | Expulsado |           |           |           |           |
| 9   | Burro       | Entra | Salvado  | Exento    | Salvado  | Exento    | Salvado  | Exento    | Salvado  | Exento    | Salvado  | Exento    | Nominado | Expulsado |          |           |           |           |           |           |
| 10  | Gaby        | Entra | Salvada  | Exenta    | Salvada  | Exenta    | Salvada  | Exenta    | Salvada  | Exenta    | Nominada | Expulsada |          |           |          |           |           |           |           |           |
| 11  | Michelle    | Entra | Nominada | Salvada   | Salvada  | Exenta    | Salvada  | Exenta    | Nominada | Expulsada |          |           |          |           |          |           |           |           |           |           |
| 12  | José Luis   | Entra | Inmune   | Exento    | Salvado  | Exento    | Nominado | Expulsado |          |           |          |           |          |           |          |           |           |           |           |           |
| 13  | Isabel      | Entra | Salvada  | Exenta    | Nominada | Expulsada |          |           |          |           |          |           |          |           |          |           |           |           |           |           |
| 14  | Marintia    | Entra | Nominada | Expulsada |          |           |          |           |          |           |          |           |          |           |          |           |           |           |           |           |

### Tercera edición
Big Brother VIP 3 Capítulo 1 se estrenó el 14 de marzo de 2004 por el Canal de las Estrellas nuevamente bajo la conducción de Verónica Castro. Esta temporada se dividió en dos capítulos. En la primera etapa del concurso 16 celebridades convivieron durante 64 días.
Finalizó el 16 de mayo de 2004 siendo el vencedor Eduardo Videgaray con un 46.45% de los votos favorables.

Concursantes
| Concursante          | Edad    | Ocupación                | Resultado      |
| -------------------- | ------- | ------------------------ | -------------- |
| Eduardo Videgaray    | 34 años | Locutor y conductor      | Ganador        |
| Claudia Lizaldi      | 26 años | Conductora de televisión | 2° Lugar       |
| Mercedes Moltó       | 30 años | Actriz                   | 3.er Lugar     |
| Jorge Van Rankin     | 41 años | Locutor y conductor      | 4° Lugar       |
| Fabián Lavalle       | 45 años | Conductor de televisión  | 12.ª expulsión |
| Manola Díez          | 30 años | Actriz                   | 11.ª expulsión |
| Juan José Ulloa      | 26 años | Conductor de televisión  | 10.ª expulsión |
| Luz Elena González   | 30 años | Actriz                   | 9ª expulsión   |
| Reynaldo Rossano     | 30 años | Comediante y conductor   | 8ª expulsión   |
| Ninel Conde          | 27 años | Cantante y actriz        | 7ª expulsión   |
| José Manuel Figueroa | 29 años | Cantante                 | 6ª expulsión   |
| Julio Camejo         | 27 años | Actor                    | 5ª expulsión   |
| Johnny Lozada        | 36 años | Cantante y actor         | 4ª expulsión   |
| Elizabeth Álvarez    | 27 años | Actriz                   | 3ª expulsión   |
| Carlos Eduardo Rico  | 33 años | Comediante               | 2ª expulsión   |
| Roxana Martínez      | 32 años | Actriz                   | 1ª expulsión   |

### Estadísticas semanales
|               | 1     | 2        | 3             | 4              | 5                | 6                                         | 7                                            | 8                            | 9                             | 10                           | 11                               | 12                          | 13                        | Final          | Final                                | Final                       | Final          |
| ------------- | ----- | -------- | ------------- | -------------- | ---------------- | ----------------------------------------- | -------------------------------------------- | ---------------------------- | ----------------------------- | ---------------------------- | -------------------------------- | --------------------------- | ------------------------- | -------------- | ------------------------------------ | --------------------------- | -------------- |
| Eduardo       | Entra | Salvado  | Salvado       | Salvado        | Salvado          | Salvado                                   | Nominado                                     | Salvado                      | Salvado                       | Salvado                      | Nominado                         | Nominado                    | Salvado                   | Finalista      | Finalista                            | Finalista                   | Ganador        |
| Claudia       | Entra | Salvada  | Nominada      | Salvada        | Salvada          | Nominada                                  | Salvada                                      | Salvada                      | Nominada                      | Nominada                     | Nominada                         | Salvada                     | Nominada                  | Finalista      | Finalista                            | Finalista                   | 2º Fin.        |
| Mercedes      | Entra | Salvada  | Salvada       | Salvada        | Nominada         | Nominada                                  | Salvada                                      | Salvada                      | Nominada                      | Salvada                      | Salvada                          | Salvada                     | Salvada                   | Finalista      | Finalista                            | 3.er Fin.                   |                |
| Burro         |       |          |               |                |                  | Entra                                     | Salvado                                      | Nominado                     | Salvado                       | Nominado                     | Inmune                           | Nominado                    | Salvado                   | Finalista      | 4º Fin.                              |                             |                |
| Fabián        | Entra | Salvado  | Salvado       | Nominado       | Salvado          | Salvado                                   | Nominado                                     | Salvado                      | Salvado                       | Salvado                      | Salvado                          | Salvado                     | Nominado                  | Expulsado      |                                      |                             |                |
| Manola        | Entra | Salvada  | Salvada       | Salvada        | Nominada         | Nominada                                  | Salvada                                      | Salvada                      | Salvada                       | Nominada                     | Salvada                          | Nominada                    | Expulsada                 |                |                                      |                             |                |
| Juan José     | Entra | Salvado  | Salvado       | Salvado        | Salvado          | Salvado                                   | Salvado                                      | Salvado                      | Salvado                       | Salvado                      | Nominado                         | Expulsado                   |                           |                |                                      |                             |                |
| Luz Elena     | Entra | Salvada  | Salvada       | Salvada        | Salvada          | Salvada                                   | Salvada                                      | Nominada                     | Salvada                       | Nominada                     | Expulsada                        |                             |                           |                |                                      |                             |                |
| Reynaldo      | Entra | Salvado  | Salvado       | Salvado        | Salvado          | Salvado                                   | Salvado                                      | Salvado                      | Nominado                      | Expulsado                    |                                  |                             |                           |                |                                      |                             |                |
| Ninel         | Entra | Salvada  | Salvada       | Salvada        | Salvada          | Salvada                                   | Salvada                                      | Nominada                     | Expulsada                     |                              |                                  |                             |                           |                |                                      |                             |                |
| José          | Entra | Salvado  | Salvado       | Salvado        | Nominado         | Inmune                                    | Nominado                                     | Expulsado                    |                               |                              |                                  |                             |                           |                |                                      |                             |                |
| Julio         | Entra | Salvado  | Salvado       | Salvado        | Salvado          | Nominado                                  | Expulsado                                    |                              |                               |                              |                                  |                             |                           |                |                                      |                             |                |
| Johnny        | Entra | Nominado | Salvado       | Salvado        | Nominado         | Expulsado                                 |                                              |                              |                               |                              |                                  |                             |                           |                |                                      |                             |                |
| Elizabeth     | Entra | Salvada  | Salvada       | Nominada       | Expulsada        |                                           |                                              |                              |                               |                              |                                  |                             |                           |                |                                      |                             |                |
| Carlos        | Entra | Salvado  | Nominado      | Expulsado      |                  |                                           |                                              |                              |                               |                              |                                  |                             |                           |                |                                      |                             |                |
| Roxana        | Entra | Nominada | Expulsada     |                |                  |                                           |                                              |                              |                               |                              |                                  |                             |                           |                |                                      |                             |                |
|               |       |          |               |                |                  |                                           |                                              |                              |                               |                              |                                  |                             |                           |                |                                      |                             |                |
| Eliminados    |       |          | Roxana 44.89% | Carlos 29.60%  | Elizabeth 38.39% | Johnny 15.21%                             | Julio 19.69%                                 | José 23.41%                  | Ninel 32.76%                  | Reynaldo 26.44%              | Luz Elena 17.86%                 | Juan José 29.43%            | Manola 24.96%             | Fabián 47.21%  | Burro 3.88%                          | Mercedes 10.92%             | Claudia 38.75% |
| No eliminados |       |          | Johnny 55.11% | Claudia 70.40% | Fabian 61.61%    | Manola 17.42% Mercedes 26.49% José 40.87% | Manola 21.69% Mercedes 23.34% Claudia 35.32% | Fabián 23.94% Eduardo 52.65% | Burro 33.26% Luz Elena 33.98% | Claudia Mercedes Más votadas | Burro Claudia Manola Más votados | Claudia Eduardo Más votados | Burro Eduardo Más votados | Claudia 52.79% | Claudia Eduardo Mercedes Más votados | Claudia Eduardo Más votados | Eduardo 46.45% |

### Cuarta edición
A diferencia de ediciones pasadas del “reality show”, esta vez no hubo un intermedio, ya que entraron directamente los nuevos huéspedes VIP al término de Big Brother VIP 3 Capítulo 1. Arrancó el 16 de mayo de 2004 con un total de 18 celebridades conviviendo durante 50 días. Finalmente el 4 de julio de 2004 Roxana Castellanos se proclama ganadora de Big Brother VIP 3 Capítulo 2. 
Relatos transmitidos los lunes, martes, jueves y viernes; y los super miércoles de Nominación y Expulsión por Canal 5. los super domingos de Nominación y Expulsión por el Canal de las Estrellas.

Concursantes
| Concursante                   | Edad    | Ocupación                           | Resultado               |
| ----------------------------- | ------- | ----------------------------------- | ----------------------- |
| Roxana Castellanos            | 31 años | Actriz y presentadora de televisión | Ganadora                |
| Sergio Mayer                  | 38 años | Actor                               | 2° Lugar                |
| Jorge Kahwagi                 | 36 años | Boxeador y político                 | 3.er Lugar              |
| Fabiola Campomanes            | 30 años | Actriz                              | 4° Lugar                |
| Héctor Sandarti               | 36 años | Presentador de televisión           | 13.ª expulsión          |
| Patricia "Paty" Muñoz         | 36 años | Actriz y cantante                   | 12.ª expulsión          |
| Carlos Espejel                | 32 años | Actor                               | 11.ª expulsión          |
| Patricio Borghetti            | 30 años | Actor y cantante                    | 10.ª expulsión          |
| Martha Julia                  | 31 años | Actriz                              | 9ª expulsión            |
| Mariana Ávila                 | 25 años | Actriz                              | 8ª expulsión            |
| Alfonso "Poncho" Vera         | 30 años | Locutor y conductor                 | 7ª expulsión            |
| Mauricio Castillo             | 44 años | Actor y presentador de televisión   | 6ª expulsión            |
| Juan Carlos "El Borrego" Nava | 35 años | Presentador de televisión           | 5ª expulsión            |
| Sharis Cid                    | 33 años | Actriz                              | 4ª expulsión            |
| Érika Zaba                    | 25 años | Cantante                            | 3ª expulsión            |
| Niurka Marcos                 | 36 años | Actriz y bailarina                  | Expulsión disciplinaria |
| Cecilia Gutiérrez             | 32 años | Presentadora de televisión          | 2ª expulsión            |
| Ramón Cabrer                  | 23 años | Modelo                              | 1ª expulsión            |

### Estadísticas semanales
|               | 1     | 2        | 3                        | 4                         | 5                           | 6               | 7                          | 8                                | 9                          | 10                               | 11                            | 12                         | 13                               | Final                      | Final                            | Final                      | Final               |
| ------------- | ----- | -------- | ------------------------ | ------------------------- | --------------------------- | --------------- | -------------------------- | -------------------------------- | -------------------------- | -------------------------------- | ----------------------------- | -------------------------- | -------------------------------- | -------------------------- | -------------------------------- | -------------------------- | ------------------- |
| Roxanna       | Entra | Salvada  | Salvada                  | Salvada                   | Salvada                     | Inmune          | Salvada                    | Salvada                          | Salvada                    | Salvada                          | Salvada                       | Salvada                    | Nominada                         | Finalista                  | Finalista                        | Finalista                  | Ganadora            |
| Sergio        | Entra | Salvado  | Nominado                 | Salvado                   | Salvado                     | Salvado         | Nominado                   | Salvado                          | Nominado                   | Nominado                         | Inmune                        | Nominado                   | Nominado                         | Finalista                  | Finalista                        | Finalista                  | 2º Fin.             |
| Jorge         | Entra | Salvado  | Salvado                  | Salvado                   | Salvado                     | Nominado        | Salvado                    | Nominado                         | Salvado                    | Salvado                          | Nominado                      | Nominado                   | Salvado                          | Finalista                  | Finalista                        | 3.er Fin.                  |                     |
| Fabiola       | Entra | Salvada  | Salvada                  | Salvada                   | Salvada                     | Inmune          | Salvada                    | Salvada                          | Salvada                    | Salvada                          | Salvada                       | Nominada                   | Salvada                          | Finalista                  | 4º Fin.                          |                            |                     |
| Sandarti      | Entra | Salvado  | Salvado                  | Salvado                   | Nominado                    | Salvado         | Salvado                    | Nominado                         | Nominado                   | Inmune                           | Nominado                      | Salvado                    | Nominado                         | Expulsado                  |                                  |                            |                     |
| Paty          |       |          |                          |                           |                             | Entra           | Nominada                   | Salvada                          | Nominada                   | Nominada                         | Inmune                        | Nominada                   | Expulsada                        |                            |                                  |                            |                     |
| Carlos        | Entra | Salvado  | Inmune                   | Salvado                   | Salvado                     | Salvado         | Salvado                    | Salvado                          | Salvado                    | Salvado                          | Nominado                      | Expulsado                  |                                  |                            |                                  |                            |                     |
| Patricio      | Entra | Inmune   | Salvado                  | Nominado                  | Salvado                     | Nominado        | Nominado                   | Salvado                          | Salvado                    | Nominado                         | Expulsado                     |                            |                                  |                            |                                  |                            |                     |
| Martha        | Entra | Salvada  | Salvada                  | Salvada                   | Salvada                     | Inmune          | Salvada                    | Salvada                          | Salvada                    | Nominada                         | Expulsada                     |                            |                                  |                            |                                  |                            |                     |
| Mariana       | Entra | Salvada  | Inmune                   | Salvada                   | Salvada                     | Inmune          | Salvada                    | Salvada                          | Nominada                   | Expulsada                        |                               |                            |                                  |                            |                                  |                            |                     |
| Poncho        | Entra | Salvado  | Salvado                  | Salvado                   | Salvado                     | Salvado         | Salvado                    | Nominado                         | Expulsado                  |                                  |                               |                            |                                  |                            |                                  |                            |                     |
| Mauricio      | Entra | Salvado  | Salvado                  | Salvado                   | Salvado                     | Salvado         | Nominado                   | Expulsado                        |                            |                                  |                               |                            |                                  |                            |                                  |                            |                     |
| Borrego       | Entra | Inmune   | Salvado                  | Salvado                   | Salvado                     | Nominado        | Expulsado                  |                                  |                            |                                  |                               |                            |                                  |                            |                                  |                            |                     |
| Sharis        | Entra | Salvada  | Salvada                  | Salvada                   | Nominada                    | Expulsada       |                            |                                  |                            |                                  |                               |                            |                                  |                            |                                  |                            |                     |
| Érika         | Entra | Nominada | Salvada                  | Nominada                  | Expulsada                   |                 |                            |                                  |                            |                                  |                               |                            |                                  |                            |                                  |                            |                     |
| Niurka        | Entra | Nominada | Nominada                 | Nominada                  | Exp.discip.                 |                 |                            |                                  |                            |                                  |                               |                            |                                  |                            |                                  |                            |                     |
| Cecilia       | Entra | Salvada  | Nominada                 | Expulsada                 |                             |                 |                            |                                  |                            |                                  |                               |                            |                                  |                            |                                  |                            |                     |
| Ramón         | Entra | Nominado | Expulsado                |                           |                             |                 |                            |                                  |                            |                                  |                               |                            |                                  |                            |                                  |                            |                     |
|               |       |          |                          |                           |                             |                 |                            |                                  |                            |                                  |                               |                            |                                  |                            |                                  |                            |                     |
| Eliminados    |       |          | Ramón 31.39%             | Cecilia 30.95%            | Érika 23.73%                | Sharis 24.79%   | Borrego 13.20%             | Mauricio 17.91%                  | Poncho 11.99%              | Mariana 12%                      | Martha 12.20% Patricio 19.48% | Carlos 32.25%              | Paty 9.01%                       | Sandarti Menos votado      | Fabiola Menos votada             | Jorge Menos votado         | Sergio Menos votado |
| No eliminados |       |          | Érika Niurka Más votadas | Niurka Sergio Más votados | Niurka Patricio Más votados | Sandarti 75.21% | Jorge Patricio Más votados | Patricio Paty Sergio Más votados | Sandarti Jorge Más votados | Sandarti Paty Sergio Más votados | Paty Sergio Más votados       | Sandarti Jorge Más votados | Fabiola Jorge Sergio Más votados | Sergio Roxanna Más votados | Jorge Roxanna Sergio Más votados | Roxanna Sergio Más votados | Roxanna Más votada  |

### Quinta edición
Al término de la edición de anónimos Big Brother 3R, arrancó Big Brother VIP 4, la edición se estrenó el 1 de mayo de 2005 por el Canal de las Estrellas nuevamente bajo la conducción de Verónica Castro. 22 celebridades convivieron durante 64 días de concurso. El 3 de julio de 2005 Sasha Sokol se proclamó como la triunfadora de la edición.

Concursantes
| Concursante                    | Edad    | Ocupación                             | Resultado                |
| ------------------------------ | ------- | ------------------------------------- | ------------------------ |
| Sasha Sokol                    | 35 años | Cantante                              | Ganadora                 |
| Luis Hernández                 | 37 años | Futbolista                            | 2° Lugar                 |
| René Franco                    | 40 años | Presentador de televisión y reportero | 3.er Lugar               |
| Sabrina Sabrok                 | 34 años | Modelo y actriz                       | 4.º lugar                |
| Rafael "Rafita" Balderrama     | 26 años | Comediante                            | 17.ª expulsión           |
| Emir Pabón                     | 25 años | Cantante                              | 16.ª expulsión           |
| Raúl Araiza                    | 41 años | Actor                                 | 15.ª expulsión           |
| Alejandra Ávalos               | 40 años | Actriz y cantante                     | 14.ª expulsión           |
| Lis Vega                       | 28 años | Actriz y bailarina                    | 13.ª expulsión           |
| Israel Jaitovich               | 36 años | Actor                                 | 12.ª expulsión           |
| Arturo Carmona                 | 29 años | Futbolista                            | 11.ª expulsión           |
| Raquel Bigorra                 | 31 años | Presentadora de televisión            | 10.ª expulsión           |
| Martha Figueroa                | 39 años | Periodista                            | 9ª expulsión             |
| Yatana Maron                   | 34 años | Cantante                              | 8ª expulsión             |
| Charly López                   | 36 años | Cantante                              | 7ª expulsión             |
| Carlos Gallegos "El Inspector" | 34 años | Reportero y conductor de televisión   | 6ª expulsión             |
| Tania Vázquez                  | 28 años | Actriz                                | 5ª expulsión             |
| Margarita Magaña               | 26 años | Actriz                                | 4ª expulsión             |
| Juan Osorio                    | 48 años | Productor de televisión               | 3ª expulsión             |
| Rodrigo Vidal                  | 32 años | Actor                                 | Abandonó (Descalificado) |
| Gabriela "Gaby" Ramírez        | 27 años | Actriz                                | 2ª expulsión             |
| Alejandra Procuna              | 36 años | Actriz                                | 1ª expulsión             |

### Estadísticas semanales
|               |       | Día 1    | Día 4                      | Día 8                                                       | Día 11                   | Día 15           | Día 18                          | Día 22                          | Día 25                       | Día 29                  | Día 32               | Día 36                 | Día 39                          | Día 43                      | Día 46                | Día 50                   | Día 53                        | Día 57                   | Final                  | Final                       | Final                  | Final             |
| ------------- | ----- | -------- | -------------------------- | ----------------------------------------------------------- | ------------------------ | ---------------- | ------------------------------- | ------------------------------- | ---------------------------- | ----------------------- | -------------------- | ---------------------- | ------------------------------- | --------------------------- | --------------------- | ------------------------ | ----------------------------- | ------------------------ | ---------------------- | --------------------------- | ---------------------- | ----------------- |
| Sasha         | Entra | Salvada  | Salvada                    | Salvada                                                     | Salvada                  | Salvada          | Salvada                         | Salvada                         | Salvada                      | Salvada                 | Nominada             | Salvada                | Nominada                        | Salvada                     | Salvada               | Salvada                  | Salvada                       | Nominada                 | Finalista              | Finalista                   | Finalista              | Ganadora          |
| Luis          | Entra | Salvado  | Salvado                    | Salvado                                                     | Salvado                  | Salvado          | Salvado                         | Salvado                         | Nominado                     | Salvado                 | Nominado             | Salvado                | Salvado                         | Salvado                     | Nominado              | Salvado                  | Nominado                      | Salvado                  | Finalista              | Finalista                   | Finalista              | 2º Fin.           |
| René          | Entra | Salvado  | Salvado                    | Nominado                                                    | Salvado                  | Nominado         | Salvado                         | Nominado                        | Salvado                      | Nominado                | Salvado              | Inmune                 | Nominado                        | Salvado                     | Salvado               | Nominado                 | Salvado                       | Nominado                 | Finalista              | Finalista                   | 3.er Fin.              |                   |
| Sabrina       | Entra | Nominada | Salvada                    | Nominada                                                    | Salvada                  | Nominada         | Nominada                        | Salvada                         | Salvada                      | Salvada                 | Salvada              | Nominada               | Salvada                         | Salvada                     | Nominada              | Nominada                 | Nominada                      | Salvada                  | Finalista              | 4º Fin.                     |                        |                   |
| Rafael        | Entra | Salvado  | Salvado                    | Salvado                                                     | Salvado                  | Salvado          | Salvado                         | Salvado                         | Salvado                      | Salvado                 | Salvado              | Nominado               | Salvado                         | Salvado                     | Salvado               | Salvado                  | Salvado                       | Nominado                 | Expulsado              |                             |                        |                   |
| Emir          | Entra | Salvado  | Salvado                    | Salvado                                                     | Salvado                  | Salvado          | Nominado                        | Nominado                        | Salvado                      | Salvado                 | Salvado              | Nominado               | Nominado                        | Nominado                    | Salvado               | Nominado                 | Nominado                      | Expulsado                |                        |                             |                        |                   |
| Raúl          | Entra | Salvado  | Nominado*                  | Salvado                                                     | Salvado                  | Salvado          | Salvado                         | Salvado                         | Salvado                      | Salvado                 | Salvado              | Salvado                | Salvado                         | Nominado                    | Salvado               | Nominado                 | Expulsado                     |                          |                        |                             |                        |                   |
| Ávalos        | Entra | Salvada  | Salvada                    | Salvada                                                     | Salvada                  | Salvada          | Nominada                        | Inmune                          | Salvada                      | Salvada                 | Salvada              | Salvada                | Salvada                         | Salvada                     | Nominada              | Expulsada                |                               |                          |                        |                             |                        |                   |
| Lis           | Entra | Salvada  | Salvada                    | Salvada                                                     | Salvada                  | Salvada          | Salvada                         | Salvada                         | Salvada                      | Nominada                | Salvada              | Salvada                | Inmune                          | Nominada                    | Expulsada             |                          |                               |                          |                        |                             |                        |                   |
| Israel        | Entra | Salvado  | Nominado*                  | Salvado                                                     | Salvado                  | Nominado         | Salvado                         | Salvado                         | Salvado                      | Salvado                 | Salvado              | Salvado                | Nominado                        | Expulsado                   |                       |                          |                               |                          |                        |                             |                        |                   |
| Arturo        | Entra | Nominado | Nominado*                  | Salvado                                                     | Salvado                  | Salvado          | Salvado                         | Salvado                         | Salvado                      | Salvado                 | Salvado              | Nominado               | Expulsado                       |                             |                       |                          |                               |                          |                        |                             |                        |                   |
| Raquel        | Entra | Salvada  | Salvada                    | Salvada                                                     | Salvada                  | Salvada          | Salvada                         | Salvada                         | Salvada                      | Salvada                 | Nominada             | Expulsada              |                                 |                             |                       |                          |                               |                          |                        |                             |                        |                   |
| Martha        |       |          |                            |                                                             |                          |                  | Entra                           | Salvada                         | Nominada                     | Nominada                | Expulsada            |                        |                                 |                             |                       |                          |                               |                          |                        |                             |                        |                   |
| Yatana        | Entra | Salvada  | Salvada                    | Salvada                                                     | Nominada                 | Salvada          | Inmune                          | Nominada                        | Nominada                     | Expulsada               |                      |                        |                                 |                             |                       |                          |                               |                          |                        |                             |                        |                   |
| Charly        | Entra | Salvado  | Nominado*                  | Salvado                                                     | Salvado                  | Salvado          | Salvado                         | Nominado                        | Expulsado                    |                         |                      |                        |                                 |                             |                       |                          |                               |                          |                        |                             |                        |                   |
| Carlos        | Entra | Salvado  | Nominado                   | Salvado                                                     | Salvado                  | Inmune           | Nominado                        | Expulsado                       |                              |                         |                      |                        |                                 |                             |                       |                          |                               |                          |                        |                             |                        |                   |
| Tania         | Entra | Salvada  | Salvada                    | Salvada                                                     | Salvada                  | Nominada         | Expulsada                       |                                 |                              |                         |                      |                        |                                 |                             |                       |                          |                               |                          |                        |                             |                        |                   |
| Margarita     | Entra | Salvada  | Nominada                   | Salvada                                                     | Nominada                 | Expulsada        |                                 |                                 |                              |                         |                      |                        |                                 |                             |                       |                          |                               |                          |                        |                             |                        |                   |
| Rodrigo       | Entra | Salvado  | Salvado                    | Salvado                                                     | Salvado                  | Abandonó         |                                 |                                 |                              |                         |                      |                        |                                 |                             |                       |                          |                               |                          |                        |                             |                        |                   |
| Juan          | Entra | Salvado  | Nominado*                  | Nominado                                                    | Expulsado                |                  |                                 |                                 |                              |                         |                      |                        |                                 |                             |                       |                          |                               |                          |                        |                             |                        |                   |
| Gabriela      | Entra | Salvada  | Nominada                   | Expulsada                                                   |                          |                  |                                 |                                 |                              |                         |                      |                        |                                 |                             |                       |                          |                               |                          |                        |                             |                        |                   |
| Procuna       | Entra | Nominada | Expulsada                  |                                                             |                          |                  |                                 |                                 |                              |                         |                      |                        |                                 |                             |                       |                          |                               |                          |                        |                             |                        |                   |
|               |       |          |                            |                                                             |                          |                  |                                 |                                 |                              |                         |                      |                        |                                 |                             |                       |                          |                               |                          |                        |                             |                        |                   |
| Eliminados    |       |          | Alejandra Procuna 13.84%   | Gabriela 6.58%                                              | Juan 12.45%              | Margarita 40.26% | Tania 20.86%                    | Carlos 11.69%                   | Charly 14.95%                | Yatana 20.05%           | Martha 14.58%        | Raquel 21.25%          | Arturo 22.15%                   | Israel 6.25%                | Lis 21.21%            | Alejandra Ávalos 18.62%  | Raúl 21.45%                   | Emir 26.94%              | Rafael 20.44%          | Sabrina Menos votada        | René Menos votado      | Luis Menos votado |
| No eliminados |       |          | Arturo Sabrina Más votados | Arturo Carlos Charly Israel Juan Margarita Raúl Más votados | René Sabrina Más votados | Yatana 59.74%    | Israel René Sabrina Más votados | Ávalos Emir Sabrina Más votados | Emir René Yatana Más votados | Martha Luis Más votados | Lis René Más votados | Luis Sasha Más votados | Emir Rafael Sabrina Más votados | Emir René Sasha Más votados | Emir Raúl Más votados | Luis Sabrina Más votados | Emir René Sabrina Más votados | Luis Sabrina Más votados | René Sasha Más votados | Luis René Sasha Más votados | Luis Sasha Más votados | Sasha Más votada  |

*Nominación disciplinaria

### Hace 10 años... Big Brother
En 2012 se estrenó un programa especial para conmemorar los primeros diez años del debut de Big Brother en México titulado Hace 10 años... Big Brother. Este contó con la presencia de los concursantes de la primera edición del reality show, así como con la conducción de Javier Poza; la producción recayó en Pedro Torres. En este programa se resumió por medio de clips de video algunos de los momentos que pasaron los concursantes durante el evento en 2002, además de testimonios de diferentes artistas, figuras del espectáculo, escritores, entre otros, sobre el impacto del programa en su estreno.

## Palmarés Big Brother México
| Edición                       | Fecha | Presentador     | Canal de emisión | Ganador/a          | Subcampeón/a        | Tercero/a          | Cuarto/a           |
| ----------------------------- | ----- | --------------- | ---------------- | ------------------ | ------------------- | ------------------ | ------------------ |
| Big Brother                   | 2002  | Adela Micha     | Las Estrellas    | Rocío Cardenas     | Gabriel Pontones    | Eric Aurioles      | Carla Chávez       |
| Big Brother Vip               | 2002  | Víctor Trujillo | Las Estrellas    | Galilea Montijo    | Facundo Gómez       | Arath de la Torre  | -                  |
| Big Brother 2                 | 2003  | Adela Micha     | Las Estrellas    | Silvia Irabien     | Antonio MacFarland  | Alfonso de Nigris  | -                  |
| Big Brother Vip 2             | 2003  | Verónica Castro | Las Estrellas    | Omar Chaparro      | Yolanda Andrade     | Jorge Arce         | Adrián Uribe       |
| Big Brother Vip 3, Capítulo 1 | 2004  | Verónica Castro | Las Estrellas    | Eduardo Videgaray  | Claudia Lizaldi     | Mercedes Moltó     | Jorge Van Rankin   |
| Big Brother Vip 3, Capítulo 2 | 2004  | Verónica Castro | Las Estrellas    | Roxana Castellanos | Sergio Mayer        | Jorge Kahwagi      | Fabiola Campomanes |
| Big Brother 3R                | 2005  | Verónica Castro | Las Estrellas    | Evelyn Nieto       | Daniel Murad Millet | Karina Martínez    | -                  |
| Big Brother Vip 4             | 2005  | Verónica Castro | Las Estrellas    | Sasha Sokol        | Luis Hernández      | René Franco        | Sabrina Sabrok     |
| Big Brother PM                | 2015  | Adela Micha     | Canal 5          | Eduardo Miranda    | Luis Carlos Sánchez | Danielle Férnandez | -                  |